# Santo Amaro (distrito de São Paulo)
Santo Amaro es un distrito de la Zona Centro-Sur del municipio de São Paulo, en el estado de São Paulo, en Brasil. Fue un municipio independiente hasta ser incorporado por São Paulo en 1935. El distrito está delimitado por las avenidas Roque Petroni Jr., Profesor Vicente Rao, Marginal Pinheiros y avenida Washington Luis. Actualmente, es el distrito más importante de la Zona Centro-Sur y es la cabecera de la Subprefectura de Santo Amaro.
En 1833, fue elevado a municipio, desglosándose de São Paulo, y permaneció así hasta 1935, cuando volvió a ser incorporado a São Paulo. A partir de 1947, se multiplica el número de europeos, en relación con la actividad industrial y un constante flujo migratorio de norteños, que intensificaron el comercio del barrio. Santo Amaro fue el mayor polo industrial de São Paulo y, hoy en día, es todavía el segundo mayor polo comercial de la ciudad. Alberga algunos centros comerciales de alto flujo, como el Más Centro comercial, cuyo flujo diario es de 40 000 personas. Otros centros comerciales son Boavista, SP Market, Morumbi o Market Place.
Es atendido por la Línea 9-Esmeralda de la CPTM y por la Línea 5-Lilás del Metro de São Paulo que se conectan en la estación Santo Amaro, localizada en la Marginal Pinheiros.
Posee actualmente 8 facultades de 4 universidades distintas, 26 escuelas municipales de enseñanza fundamental, 50 escuelas provinciales y 65 escuelas privadas. Las de enseñanza media suman 20 escuelas provinciales y 41 privadas. Además, cuenta con 5 bibliotecas, 7 casas de cultura y el Teatro Paulo Eiró, en homenaje al poeta local de mayor proyección.

## Historia

### Antecedentes indígenas
El primer registro de ocupación de la región se refiere a la aldea Tupiniquim de Jerubatuba, liderada por Caiubi, hermano de Tibiriçá, en el siglo XVI. Tiempo después se instaló una misión jesuita de indígenas guaianases llamada "Misión Ibirapuera". El nombre, en lengua tupí (ybyrá-puera), significa "madera podrida", "árbol podrido". El pueblo fue uno de los varios devastados por la viruela.

### Base
José de Anchieta, oriundo de la villa de São Paulo de Piratininga, en una de las muchas ocasiones que visitó la región, percibió que, debido a la cantidad de indios catequizados y colonos asentados en la región, era posible fundar allí una villa. Para ello se construyó una capilla en las tierras del portugués João Paes y su esposa Suzana Rodrigues, quienes donaron a la capilla la imagen de Santo Amaro. La región de Santo Amaro fue elevada a parroquia en 1680 y transformada en parroquia en 1686.

## Distritos limítrofes

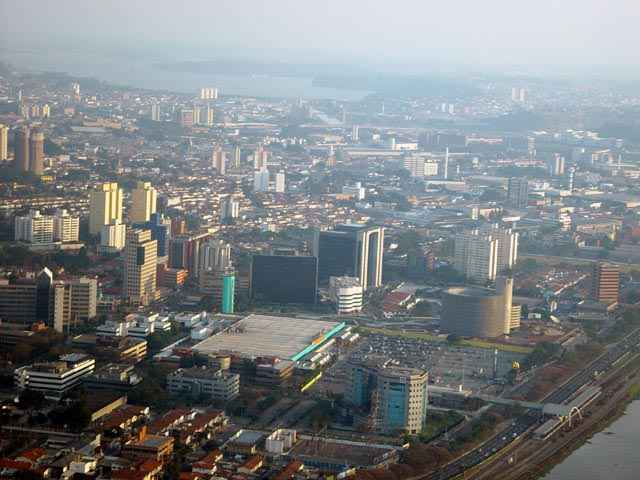
Vista aérea del distrito

- Itaim Bibi (norte)
- Campo Belo (noreste)
- Jabaquara (este)
- Cidade Ademar (sureste)
- Campo Grande (sur)
- Socorro (suroeste)
- Jardim São Luís (oeste)
- Vila Andrade (noroeste)